# Егерухай
Егеруха́й (адыг. Еджэрыкъуай) — аул в Кошехабльском районе Республики Адыгея России. Административный центр Егерухайского сельского поселения.
Расположен на левом берегу реки Лаба, севернее аула Кошехабль.

## История
Аул основан в 1864 году переселенцами — егерукаевцами, гонимыми со своих исторических мест (в районе современного посёлка Тульского) мухаджирством. Название произошло от одного из адыгских субэтносов — егерукаевцев.

## Население
| 2002  | 2010  | 2013  | 2014  | 2015  | 2016  | 2017  |
| ----- | ----- | ----- | ----- | ----- | ----- | ----- |
| 1735  | ↘1617 | ↘1614 | ↘1608 | ↗1620 | ↗1621 | ↗1628 |
| 2018  | 2019  | 2020  | 2021  | 2023  | 2024  |       |
| ↗1635 | ↘1610 | ↗1618 | ↘1557 | ↘1550 | ↗1558 |       |

## Улицы
| - Братьев Мамруковых, - Восточная, - Гагарина, - Жуковского, - Комсомольская, | - Крестьянская, - Ленина, - Новая, - Парижской Коммуны, - Пионерская, | - Почтовая, - Пушкина, - Советская, - Степная, - Тургенева, | - Узкая, - Школьная, - Шовгенова, - Энгельса, - Южная. |

## Известные уроженцы
- Джаримов, Аслан Алиевич — советский и российский государственный и политический деятель, первый президент Республики Адыгея.
- Хасанов, Мурат Русланович — советский и российский самбист и дзюдоист, одиннадцатикратный чемпион мира по самбо.